# Hugh Percy, I duque de Northumberland
Hugh Percy, I duque de Northumberland (c. 1714 – 6 de junio de 1786) fue un par y terrateniente inglés.

## Orígenes
Nació como Hugh Smithson, hijo de Langdale Smithson de Langdale, Yorkshire, y nieto de Sir Hugh Smithson, III Baronet, de quien heredó la baronía en 1733.

## Matrimonio, proyectos y patronatos
Tomó el apellido Percy tras casarse con Lady Elizabeth Serymour, hija de Algernon Seymour, VII duque de Somerset, con permiso de un acta del parlamento fechado el 16 de julio de 1740. Ella era baronesa Percy por derecho propio, así como la heredera de la familia Percy, quien fuera una de las familias terratenientes más destacadas y los poseedores del condado de Northumberland por muchos siglos. Este título, creado de nuevo a favor de Algernon Seymour en 1749, pasó a su yerno Hugh en 1750 por una cláusula especial. En 1766, se le elevó el título a ducado, y el 28 de junio de 1784, fue creado barón Lovaine con una cláusula especial para que le heredase su hijo menor, Algernon. (La familia Louvain de Brabante, que casó con la heredera Percy, fue el origen de los Percy en Inglaterra. Richard de Percy, V barón Percy (c. 1170-1244) (quien adoptó ese apellido), era hijo de Joscelino de Lovaina (1121–1180), llamado "hermano de la reina" por la reina Adela de Lovaina, y de Agnes de Perci, suo jure baronesa Percy.) Fue nombaro Caballero de la Orden de la Jarretera en 1756 y miembro del Consejo Privado en 1762.
Sir Hugh y Lord Brooke (más tarde conde de Warwick) eran los dos patrones principales de Canaletto en Inglaterra; adquirió dos Canallettos en su Gran Tour en 1733, en Venecia. En 1736, se convirtió en uno de los dos vicepresidentes de laSociedad para el Fomento del Aprendizaje. Entre 1739 y 1740, reconstruyó Stanwick Park. Fue uno de los 175 miembros de la comisión para la comisión del Puente de Westminster, para cuya estructura pensó en los dibujos de Canaletto. El construyó el observatorio de Ratcheugh Crag, diseñado por Robert Adam, em Longhoughton. Thomas Chippendale dedicó su Gentleman & Cabinet maker's director (1754)a él.

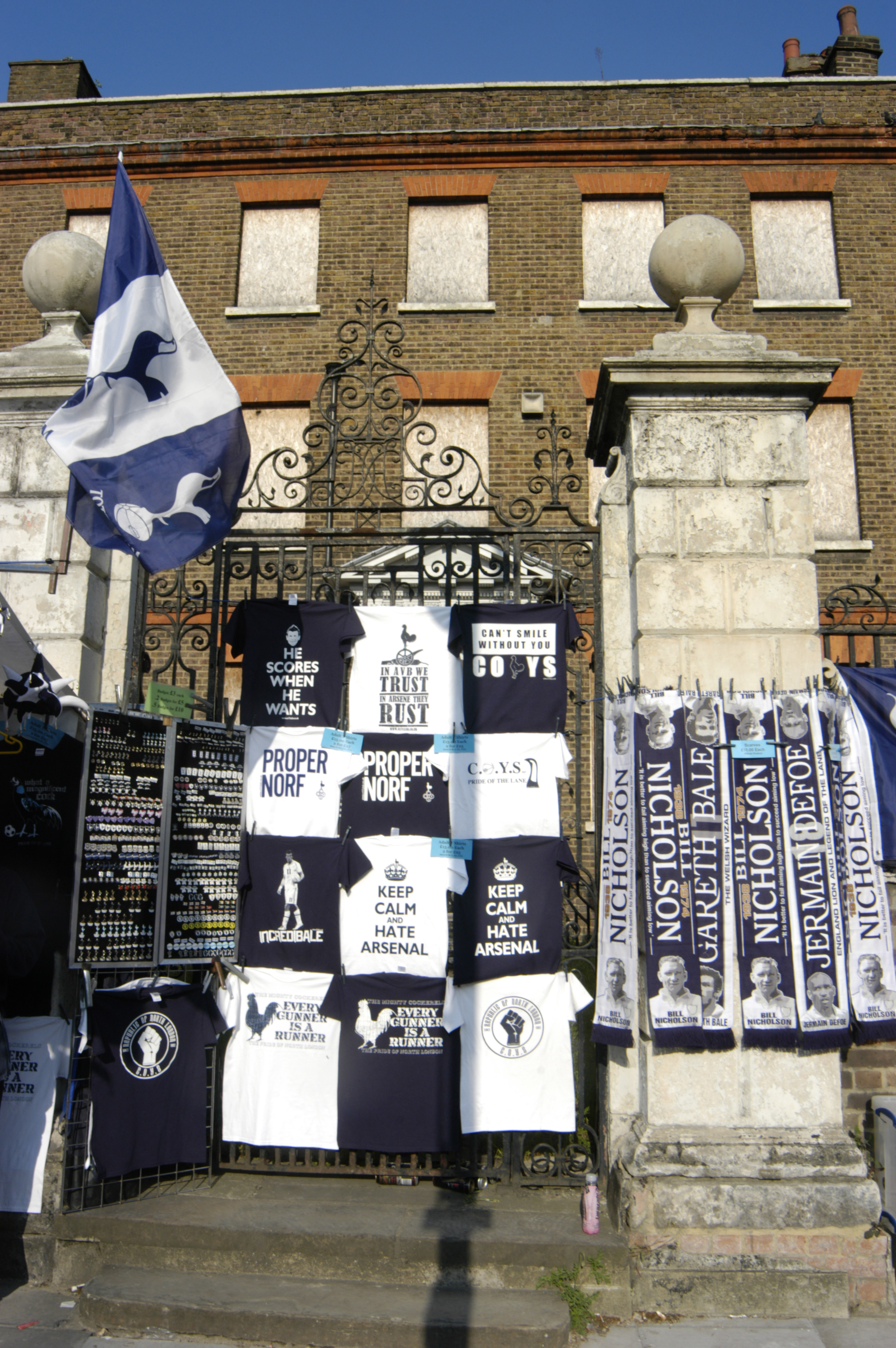
Northumberland Row, lugar donde se encontraba el asentamiento de los Smithson.

Los duques fueron patrones de Robert Adam, a quien le encargaron los interiores de Northumberland House, su mansión jacobina neoclásica, su asentamiento en Londres; fue demolida entorno 1870–1871 para que se levantase Trafalgar Square. Restos de la Sala de Cristal se conserva en el Museo de Victoria y Alberto. La mayor parte de los muevebles de Adam se conservan en Syon House, realizada en la década de 1760. En el castillo de Alnwick, Northumberland, emplearon a James Wyatt, cuya labor fue alterada en reformas posteriores. Volvió a emplear a Addam para la Torre Brizlee.

## Muerte y entierro
Hugh murió en 1786 y fue enterrado en la Cripta de Northumberland, en la Abadía de Westminster.

## Hijos
- Hugh Percy, II duque de Northumberland (1742–1817)
- Algernon Percy, I conde de Beverley (1750–1830)
- Lady Elizabeth Anne Frances Percy (m. 1761); enterrada en Cripta de Northumberland, en la Abadía de Westminster.[5]

El duque tuvo un hijo ilegítimo con Elizabeth Hungerford Keate Macie, James Smithson (1765–1829), quien fundó y dio nombre al Instituto Smithsoniano, en Washington D. C..